# Крокеты

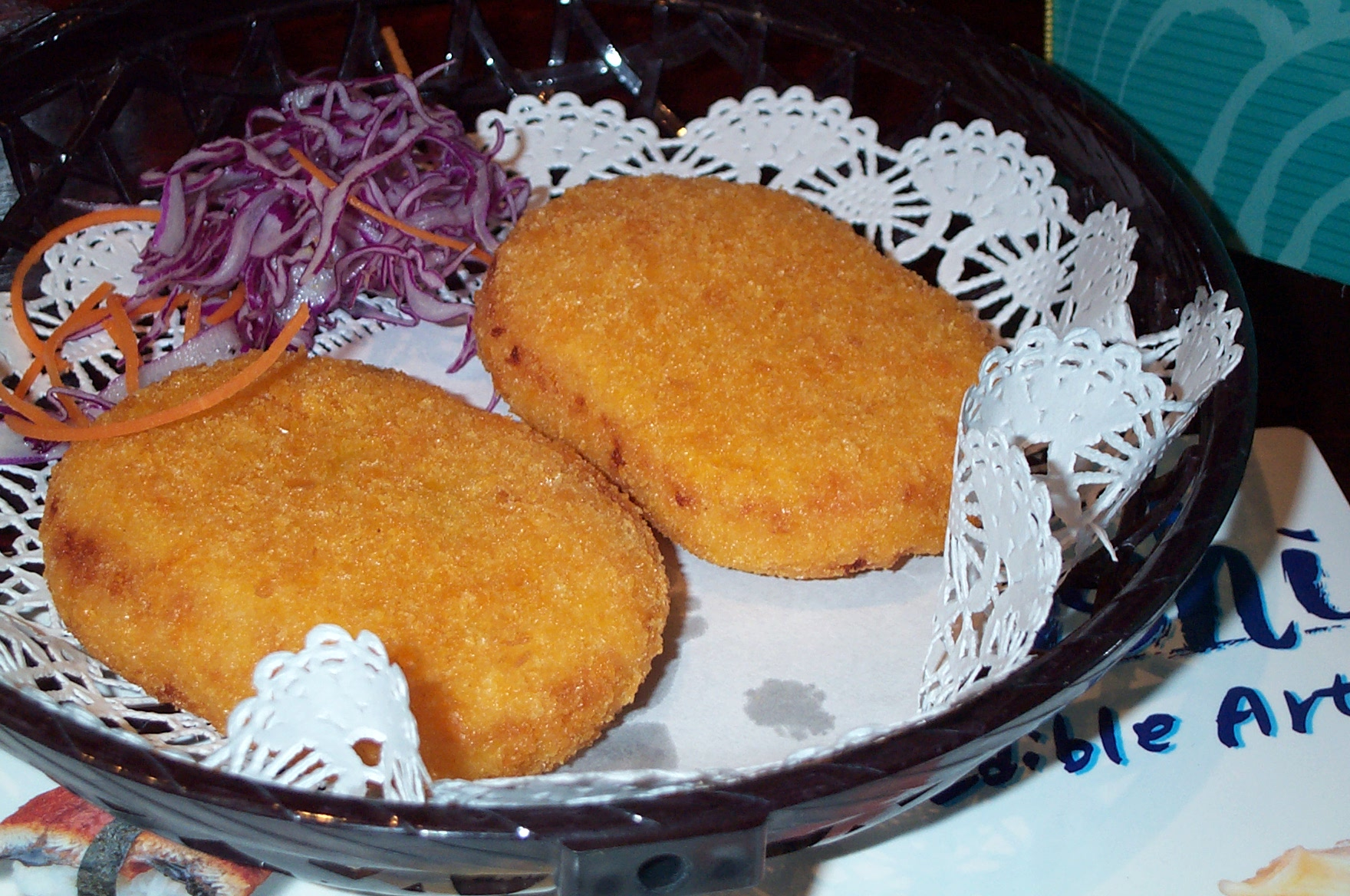
Округлые крокеты

Кроке́ты (от фр. croquer, кусать) — кулинарное блюдо цилиндрической или округлой формы из мясного фарша или овощей, обвалянных в сухарях и обжаренных во фритюре. Крокеты изначально появились во Франции. В дальнейшем приобрели мировую популярность и как деликатес, и как промышленно производимый фастфуд. Похожее блюдо — кромески, приготавливаемые как крокеты, но без панировки. Картофельные крокеты из массы на основе картофельного пюре часто используются в качестве гарнира.

## Варианты
Бангладеш: Похожий на алу-тикки, алу-чоп — это обычный начинённый картофелем крокет. В Бангладеш в основном подаётся как закуска. Он не весь заполнен картофелем.
Белоруссия: Белорусские цыбрики шарообразной формы. Вместо картофельного пюре обычно используется картофельная таркованная масса, также добавляется мука, яйца и специи. Обваливаются шарики в панировочных сухарях и жарятся во фритюре.
Бразилия: Крокеты в основном делают из говядины. В некоторых районах страны они считаются немецким блюдом.
Великобритания: Простые картофельные крокеты можно купить в замороженном или охлаждённом виде почти в любом супермаркете.
Венгрия: Венгерские крокеты — небольшие, цилиндрической формы, похожи на чешский вариант. Так же делаются из картофеля, яиц, муки, масла и соли, и затем обжариваются во фритюре. Кроме этих ингредиентов, как правило, ещё используется и небольшое количество мускатного ореха. Крокеты можно заказать в большинстве ресторанов или приобрести замороженными и приготовить дома.
Индия: Крокеты с картофельной начинкой — алу-тикки, очень известны в северной Индии и подаются с тушёным мясом. Чаще всего подаются дома как закуска, но также часто продаются придорожными продавцами. Иногда их называют «котлетами» и употребляют как самостоятельное блюдо или, в качестве фастфуда, с булочкой для гамбургеров (как вегетарианский бургер).
Индонезия: Крокеты — популярная закуска в Индонезии, распространившаяся во время голландского колониального правления.
Испания: Крокеты, особенно начинённые хамоном, часто подаются в качестве тапас. Тесто в основном делается с начинкой (хамон, ветчина, морепродукты) и с соусом бешамель.
Куба: На Кубе крокеты обычно делают из ветчины, свинины, курицы или смеси всех трёх этих видов мяса. Кубинские крокеты обычно готовятся без картофеля, но с мукой.
Мексика: Крокеты обычно делаются из тунца и картофеля.
Нидерланды: В то время как ранее это блюдо считалось деликатесом французской кухни с мясной или овощной начинкой, в XIX веке его стали готовить, чтобы израсходовать остатки тушёного мяса. После Второй мировой войны несколько производителей еды стали массово выпускать крокеты с говяжьей начинкой. Впоследствии, крокеты стали ещё более популярным фастфудом. Из-за успеха этого блюда как фастфуда, крокеты приобрели репутацию дешёвой еды сомнительного качества до такой степени, что в одной голландской «городской легенде» рассказывается о, будто бы неизвестном, составе крокетов, где изготовители используют отходы мясного производства. Кроме распространённой начинки типа рагу, в ресторанах быстрого питания встречаются такие популярные начинки, как целые варёные яйца, лапша и рис.
Польша: Польские крокеты представляют собой тонкий, свёрнутый блин, начинённый грибами, мясом, капустой, квашеной капустой. Затем их обваливают в сухарях и жарят на сковороде. Обычно подаются с борщом.
Португалия: Крокеты цилиндрической формы, панированные, обжаренные. Обычно готовятся с белым соусом и говядиной, иногда с небольшим количеством свинины. Для большего вкуса блюда часто добавляется чорисо, чёрный перец, бакальяу и пири-пири. Менее распространённые разновидности португальских крокетов готовятся из морепродуктов, рыбы или картофеля.
США: В Тампе, штат Флорида, есть вид крокетов, изготовленных из приправленного крабового мяса, которое по традиции обваливается в крошках чёрствого кубинского хлеба. Среди местных жителей это блюдо известно как croqueta de jaiba. Традиционный рецепт Новой Англии включает остатки праздничного окорока, обычно приготовленного с кленовым сиропом.
Украина: Крокеты по-украински называются картопляники (картофельники). Это название наиболее распространено на юге страны. Они представляют собой блинчики круглой или овальной формы толщиной около 1,5-2 см, как без начинки, так и начинённые грибами, мясом. Их применяют в качестве гарнира как в чистом виде, так и в различных соусах, часто с черносливом. Только они не обжариваются во фритюре.
Филиппины: Филиппинские крокеты, несомненно, появились во время испанской колонизации, но, в отличие от испанских крокетов с бешамелем, филиппинские крокеты готовят из картофельного пюре и рубленого мяса или рыбы — обычно их остатков. Как и многие появившиеся с испанцами блюда на Филиппинах, крокеты распространены в семьях высшего и среднего класса.
Чехия: Чешские крокеты — маленькие круглые шарики, обычно сделанные из картофеля, яиц, муки, масла и соли, обжаренные во фритюре. Крокеты можно заказать в большинстве ресторанов или приобрести замороженными и приготовить дома.
Эстония: маленькие круглые шарики (крокеты) обычно делают из мяса, рыбы или овощей.
Япония: Популярное жареное блюдо — похожий на крокеты короккэ, широко доступное в супермаркетах и мясных лавках, а также в специализированных магазинах короккэ. Обычно делается из картофеля с некоторыми ингредиентами (например, луком и морковью) и менее чем 5 % мяса (например, свинины или говядины), в форме пирожка. Часто подаётся с соусом тонкацу. Также существуют короккэ цилиндрической формы, которые довольно похожи на французские крокеты, где морепродукты (креветки или крабовое мясо) или курица под белым соусом (рагу) охлаждаются до затвердения и только затем крокеты панируются и обжариваются. При готовке такого крокета начинка успевает только растаять. Эта разновидность называется «сливочным короккэ», чтобы отличать её от картофельной. Часто подаётся с томатным соусом или без соуса. Крокеты из мяса в Японии не называются короккэ. Они называются мэнти кацу (яп. メンチカツ, котлеты из мясного фарша).